# 国立公文書館 (アメリカ合衆国)
アメリカ合衆国の国立公文書館（アメリカがっしゅうこくのこくりつこうぶんしょかん）は、アメリカ合衆国連邦政府の公文書を所管する施設のことである。日本の公文書館は、国立公文書館を参照のこと。
2023年12月、国立公文書館の建築はアメリカ合衆国国定歴史建造物にリストアップされた。

## 概要
アメリカ合衆国国立公文書記録管理局の本部である。

## 内部

### 入場料
無料で入場することができる。

### 展示
アメリカ合衆国独立宣言や、アメリカ合衆国憲法の原本を見ることができる展示室が存在する。